# Увеит
Увеитите са разнообразна група от възпалителни заболявания с първично и вторично ангажиране на очите. Те представляват честа находка в очните кабинети и нерядко са диагностична трудност. Изискват активно лечение, тъй като непосредствено застрашават зрението на човека.

## Диагностика и лечение на преден увеит

### Класификация
Международна група за изследване на увеитите IUSG въвежда през 1999 г. класификационна система, отговаряща на съвременните познания върху етиологията и патогенезата на вътреочното възпаление. Тази система се отличава с анатомична основа и мултисистемен подход, както и с тясно взаимодействие със специалисти от други области при диагностицирането и лечението на пациенти с увеит.

#### Преден увеит (Uveitis anterior)
- Ирит (Iritis)
- Преден циклит (Cyclitis anterior)
- Иридоциклит (Iridocyclitis)

#### Междинен увеит (Uveitis intermedia)
- Парс планит (Pars planitis)
- Хиалит (Hyalitis)
- Заден циклит (Cyclitis posterior)

#### Заден увеит (Uveitis posterior)
- Фокален хороидит (choroiditis focalis)
- Мултифокален хороидит (choroiditis multifocalis)
- Дифузен хороидит (choroiditis diffusa)
- Хориоретинит (chorioretinitis) и ретинохориоидит (retinochorioiditis)
- Невроувеит (neurouveitis)

## Етиология и патогенеза
Усъвършенстването на клиничните и лабораторни методи в различни области, като имунология, инфекциозни болести, генетика и молекулярна биология осигури значителен принос и напредък в изясняването на патогенетичните механизми на увеитите.

### Етиологична класификация на увеитите

#### Инфекциозна етиология на увеита
- Бактерии – Borrelia burgdorferi, Brucella (B.melitensis, B.abortus, B.suis), Leptospira, Listeria monocytogenes, Mycobacterium (M.tuberculosis, M.avium complex, M.leprea), Nocardia (N.asteroides, N.brasiliensis, N.caviae), Treponema pallidum, Tropheryma whippeli.
- Вируси – Coxsackie virus, Herpes viruses (CMV, EBV, HSV, VZV), HIV, инфлуенца, морбили, паротит.
- Гъбички – Aspergillus (A.fumigatus, A.flavus), Blastomyces dermatitidis, Candida albicans, Coccidioides immitis, Cryptococcus neoformans, Histoplasma capsulatum, Sporothrix schenckii.
- Протозои – Amoeba, Giardia lamblia, Pneumocystis carinii, Toxoplasma gondii; Trypanosomiasa.
- Хелминти – Ascaris, Cysticercus cellulosae, Loa-loa, Onchocerca volvulus, Toxocara canis, Toxocara catis.

#### Имуномедиирана етиология на увеита – със и без системни асоциации
- Анкилозиращ спондилит
- Синдром на Райтер
- Псориатичен артрит
- Ювенилен ревматоиден артрит
- Болест на Крон (ХУХК)
- Ревматоиден артрит
- Синдром на Бехчет
- Саркоидоза
- Полихондрит
- Синдром на Vogt-Koyanagi-Harada
- Офталмия симпатика
- Синдром на мултиплените преходни бели петна
- Множествена склероза
- Системен лупус еритематозус
- Дерматомиозит
- Темпорален артериит (Болест на Horton)
- Болест на Takayasu
- Болест на Buerger
- Грануломатоза на Wegener
- Хетерохромен иридоциклит на Фукс
- Синдром на Познер–Шлосман
- Лещено-индуциран увеит
- Парс планит
- Болест на Eales
- Идиопатични увеити[3]

#### Травматична и токсична етиология на увеита
Контузия, пенетрация/перфорация от чуждо тяло, електрична травма, радиация, токсичност.

#### Маскиращи синдроми
- Анатомични – отлепване на ретината, пигментно-дисперсен синдром
- Конгенитални (вродени)
- Дегенеративни – амилоидоза, пигментен ретинит
- Имуномедиирани
- Инфекциозни – хроничен анаеробен ендофталмит/панофталмит, постоперативен ендофталмит/панофталмит.
- Метаболитни
- Неопластични – карцином-асоциирана ретинопатия, вътреочен лимфом на хороидеята или ретината, ювенилна ксантогрануломаза, левкемия, метастатичен карцином, ретинобластом, увеален меланобластом.

Анамнезата и очния статус ни насочват към етиологията на увеита. За улеснение се използват стандартизирани анкетни листове, съгласно препоръките на Международната група за проучване на увеита.

## Методи на изследване
Разпознаването на едно заболяване изисква добра теоретична подготовка и възможност за прилагане на знанието в действие. Но дори при налични такива условия ефективността би била ниска при липса на необходимата апаратура и алгоритъм на употребата ѝ. За разпознаването на очните заболявания най-често са необходими:
- Рутинни лабораторни изследвания – при всяко първо изследване на пациент с увеит: кръвна картина, чернодробни ензими, бъбречни функционални параметри, СУЕ[5].
- Серологични изследвания – доказване на антитела към определен инфекциозен причинител в серума на пациента. В много случаи – недостатъчно информативно поради висока честота на разпространение на някои от инфекциозните причинители на увеит и масова инфектираност на населението. Пациентът е преболедувал или боледува от дадено инфекциозно заболяване и това също променя достоверността на резултатите.
- Инвазивни диагностични методи – парацентеза, витректомия, биопсия. Наличието на специфични IgG в серума е с ограничена диагностична стойност в много случаи. В резултатите от серологичните изследвания няма различия между инфектираните пациенти със и без увеит. Изследване на вътреочната продукция на имуноглобулини е надежден метод за установяване на активна инфекция в окото. Следното изчисление доказва вътреочна продукция на антитела към предполагаемия инфекциозен причинител:

Коефициент на Goldmann-Witmer = ниво на специфичен IgG във вътреочната течност: общ IgG във вътреочната течност
- PCR – изключително чувствителен метод, чрез който може да се установи чужда ДНК във вътреочната течност.[6] Хориоретинна биопсия се прави много рядко – когато второто око е застрашено от ослепяване, а няма яснота по отношение на етиологията на процеса и заболяването не се повлиява от провежданата терапия.

- Рентгенологични методи.
- Флуоресцеинова ангиография.
- Електрофизиологични изследвания.

- Имунологични методи – реакция бласттрансформация с туберкулин.